# Ciro Verratti
Ciro Verratti (ur. 17 sierpnia 1907 w Archi, zm. 6 lipca 1971 w Mediolanie) – włoski szermierz, florecista, złoty medalista olimpijski i dwukrotny mistrz świata.
Na igrzyskach olimpijskich w Berlinie w 1936 roku razem z Manlio Di Rosą, Gioacchino Guaragną, Gustavo Marzim, Giulio Gaudinim i Giorgio Bocchino zdobył złoty medal w turnieju drużynowym. Indywidualnie nie wystartował. Był to jego jedyny występ olimpijski.
Podczas mistrzostw świata w Neapolu w 1929 roku wspólnie z kolegami z reprezentacji wywalczył złoty medal w zawodach drużynowych. W konkurencji tej zwyciężył również na mistrzostwach świata w Lozannie sześć lat później.
Po zakończeniu kariery został dziennikarzem sportowym. Od 1961 pracował dla dziennika Corriere della Sera, komentując głównie kolarstwo, szczególnie Giro d’Italia i Tour de France. Zginął na skutek obrażeń poniesionych w wypadku samochodowym podczas 55. edycji Giro d’Italia.